# 대한항공 007편 격추 사건
대한항공 007편 격추사건(영어: Korean Air Lines Flight 007)은 1983년 9월 1일에 미국 뉴욕 존 F. 케네디 국제공항을 출발해 테드 스티븐스 앵커리지 국제공항을 경유한 뒤 김포국제공항으로 향하던 대한항공 소속 007편 여객기가 비행 중 사할린 인근 모네론섬 근처 상공에서 소비에트 연방 공군 소속 수호이-15TM 전투기의 미사일 공격을 받은 후 피격된 기체가 사할린 서쪽에 추락한 사건으로 로런스 패턴 맥도널드 미국 조지아주 민주당 하원 의원을 포함한 16개국 269명의 탑승자 전원이 사망했으며 이 사건은 대한민국 국적기가 당한 최악의 항공 사고이자 현재 세계 12위 규모의 엄청난 사고로 알려져 있다.

## 개요
비무장 여객기에 대한 소비에트 연방 전투기의 공격으로 인한 격추 사건으로 대한민국 및 서방 국가에 엄청난 반향을 일으켰고 9월 2일부터 3일간 대한민국에서는 특별 애도 기간을 갖고 관공서와 가정에서 조기를 게양했으며 정부는 사건 발생 직후 유엔 안보리 소집을 요청한 뒤 격추에 대해 강력하게 항의했고 각국은 소비에트 연방 국적의 항공기에 대한 운항 중지 및 모스크바 취항 거부 등의 제재 조치를 단행했다. 
그 후 9월 5일 유가족 53명을 태운 페리가 사건이 발생한 현장을 방문했지만 시신을 단 1구도 찾지 못했으며 대한민국에서 일반적으로 김현희의 대한항공 858편 폭파 사건과 함께 양대 KAL기 사건으로 회자되곤 한다.

## 배경
소련에 대해 강력한 비판을 가했던 미국 공화당의 제시 헬름스 노스캐롤라이나주 연방 상원 의원, 스티브 심즈 아이다호주 연방 상원 의원, 민주당의 캐롤 J. 허바드 켄터키주 연방하원의원은 한미상호방위조약 30주년을 기념하여 KAL 007편을 타고 서울로 이동할 예정이었으나 007편 대신 후속편인 KAL 015편을 타고 서울로 가던 중 항공기의 급유를 위해 테드 스티븐스 앵커리지 국제공항에 중간 기착했다.
앵커리지에서 기다리는 동안 헬름스 상원 의원은 KAL 007편을 타려고 기다리고 있던 노엘(5살)과 스테이시(3살) 그렌펠 자매와 친해졌으며 헬름즈 의원은 그 때 그 자매와의 만남을 이렇게 회상했다.
그 비행기가 앵커리지 공항에서 우리 비행기 옆에 바로 있었던 그날 밤을 절대 잊지 못할 겁니다. 그 자매와 그 부모들… 저는 그 아이들에게 수화로 “사랑해요”라고 말하는 법을 가르쳐주었죠. 비행기로 돌아갔을 때 그들이 했던 마지막 행동은 손을 내밀어 저에게 “사랑해요.”라고 수화로 하는 것이었습니다. 그것을 절대로 잊지 못할 겁니다.— 

본 사건이 일어나기 5년 전인 1978년 4월 21일에 이미 대한항공 소속 보잉 707 902편 여객기가 소련 영공을 침범하여 수호이 전투기에 피격당한 후 무르만스크 인근의 얼음 호수에 비상 착륙한 적이 있다.(대한항공 902편 격추 사건) 
이러한 전례는 소련 측이 서둘러 대응하게 하고 또 블랙박스를 넘겨 주는데 주저하게 하는 한 원인이 되기도 했는데 소련 측에서는 007편의 영공 침범에 대해 수호이 15와 미그 23 등의 공군기를 출격시켰다.
사고기는 본래 루프트한자 계열의 항공사였던 콘도르 항공에서 운용하다가 대한항공이 1979년에 중고로 도입한 B747-200이었으나 이륙 당시 이미 3대의 관성항법장치 중 한 대에 이상이 있는 상태였다.

## 경과와 격추

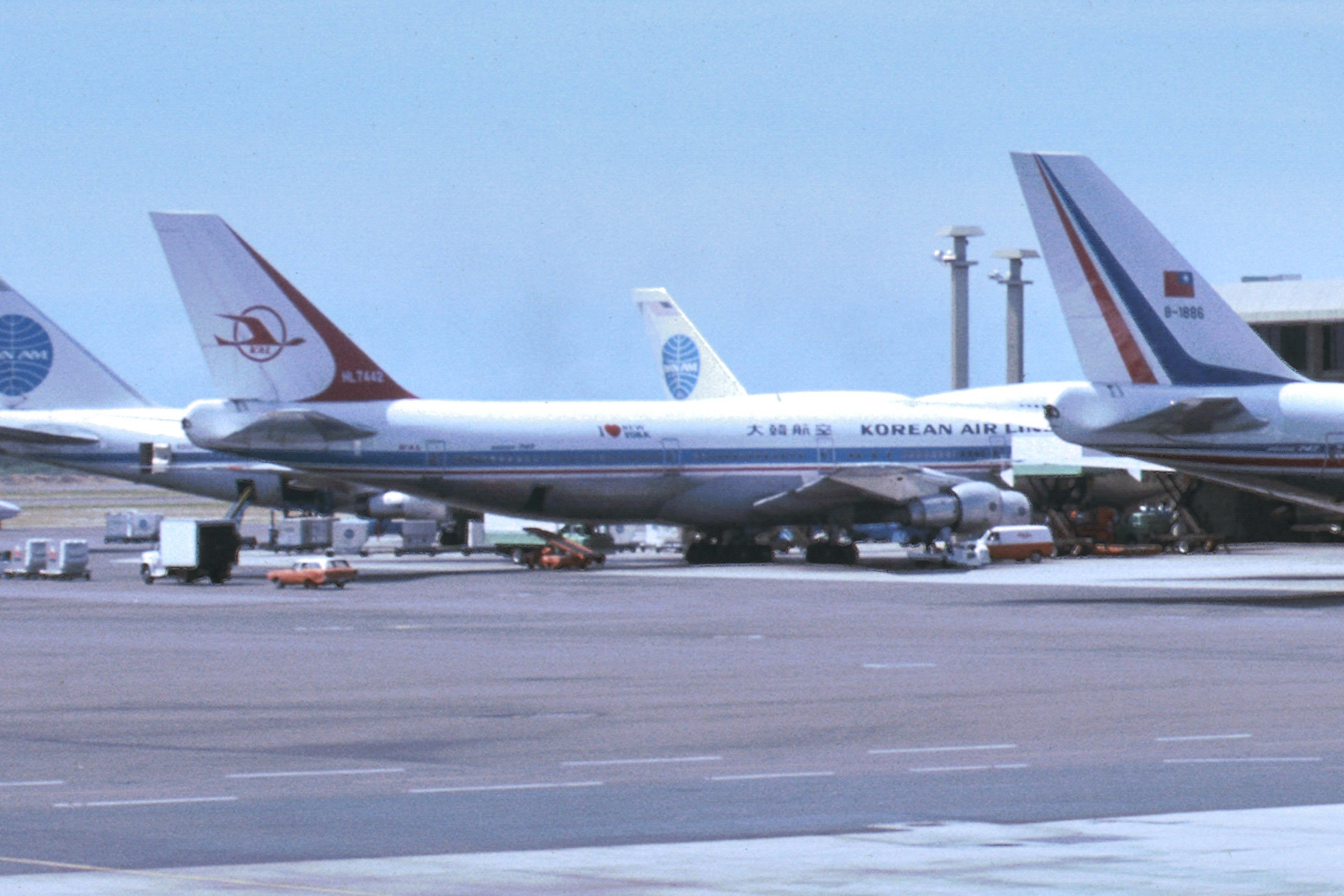
사건 약 2년 전인 1981년 9월 15일 대니얼 K. 이노우에 국제공항에 주기 중인 사고기(HL7442)

당시 KAL 007편을 격추한 수호이 15의 조종사인 겐나디 오시포비치는 관제소로부터 KAL기를 국제 관례에 따라 유도 착륙시키라는 명령을 받고서 여객기에 300m까지 근접, KAL 007편과 같은 고도로 날아가면서 전투기 날개 쪽에 달린 경고등을 깜박거리며 수차례 유도착륙 신호를 보냈다. 
하지만 KAL 007편은 비행을 계속했으며 통상탄(당시 조명탄은 장전하지 않았다)을 4차례 발사했음에도 불구하고 여객기가 아무 반응을 보이지 않고 오히려 고도를 높이자 관제소로부터 경고 사격 후 격추 명령을 받았다고 말했는데 공격 직후 당시 일어난 상황은 이러했다. 
공격이 있었을 당시 비행기는 35,000피트 정도의 고도에서 비행 중이었는데 충격을 받은 직후 기수가 올랐고 (승강타를 연결하는 케이블 위의 십자관이 잘리거나 심하게 손상됨에 따라) 비행기는 38,250피트로 상승하기 시작했다.
이에 천병인 기장은 자동 조종장치를 해제하고 비행기를 수동 조종하며 35,000피트의 원래 고도로 돌려놓은 뒤 수평 비행을 하다가 1분 30초만에 점진적인 하강을 시작했고 공격 전 경고 사격 당시 오시포비치가 발사한 조명탄 미사일에는 모두 250여 발의 산탄이 있었는데 여객기는 아무런 반응이 없었고 또한 여객기 창문을 들여다보아도 내부에 어떤 사람의 움직임도 볼 수 없었으며 1993년에도 자신은 정찰기라고 확실하게 믿고 있다고 밝혔다. 
그 당시 여객기에는 대한항공 마크가 전혀 없었다고 증언했으나 사건 발생 13년이 지난 1996년이 되어서야 KAL 007편이 민간 비행기임을 알고 있었다고 인정했다.
두 열의 창문을 보았고 보잉기인 줄 알아보았습니다. 민간 여객기였다는 것을 알았죠. 그러나 이건 전혀 의미가 없습니다. 민간 여객기를 군사용으로 바꾸기는 쉬운 일이니까요.— (뉴욕 타임즈 인터뷰, 1996년 9월 9일).

### 비행기를 탄 사람들의 국적
| 국적            | 승객 | 승무원 | 합계 |
| --------------- | ---- | ------ | ---- |
| 대한민국        | 76   | 29     | 105  |
| 도미니카 공화국 | 1    | 0      | 1    |
| 말레이시아      | 1    | 0      | 1    |
| 미국            | 62   | 0      | 62   |
| 베트남          | 1    | 0      | 1    |
| 스웨덴          | 1    | 0      | 1    |
| 영국            | 2    | 0      | 2    |
| 호주            | 2    | 0      | 2    |
| 이란            | 1    | 0      | 1    |
| 인도            | 1    | 0      | 1    |
| 일본            | 28   | 0      | 28   |
| 대만            | 23   | 0      | 23   |
| 캐나다          | 8    | 0      | 8    |
| 태국            | 5    | 0      | 5    |
| 필리핀          | 16   | 0      | 16   |
| 영국령 홍콩     | 12   | 0      | 12   |
| 합계            | 240  | 29     | 269  |

- 당시 기장은 앵커리지부터 승무한 천병인(千炳寅)이었고 승무원들 중 6명은 업무상 이동을 위해 편승 중인 데드헤드(deadheading) 승무원들이었다.
- 일본인 승객이 다소 많은 것은 당시 일본항공[6]에 비해 운임이 저렴했기에 이 항로를 타고 김포국제공항을 경유하여 일본으로 가는 사람이 많았기 때문이다.

## 격추 이후
사고 후 소련은 그것이 민간 여객기인지 몰랐고 미국이 소련의 반응을 알아보기 위한 고의적인 도발로 오해했다고 발표했으나 이 사건으로 자본주의 진영과 공산주의 진영의 관계는 다시 악화 일로를 걸었으며 로널드 레이건 미국 대통령은 소련을 향해 악의 제국이라며 맹비난했다.
2005년 8월 31일 러시아의 전쟁역사학자 알렉산드르 콜레스니코프 교수는 러시아 일간지 모스콥스키콤소몰레츠에 기고한 KAL기 참사 22주기 특별 기고문에서 사고 관련자들의 인터뷰 기록 등을 토대로 KAL기가 나토 첩보 정찰기였다고 주장했다. 
당시 극동군 사령관인 이반 트레치야크가 KAL기가 영공에 들어온 직후부터 나토 특수부와 주고받은 교신 정보를 확보하고 있었다고 주장했다고 전했고 진짜 블랙박스는 아직도 러시아에 있다고 주장했지만 대한항공과 대한민국 정부는 개인의 주장일 뿐이라며 무시했다.
사고 당시 인근 상공에서는 미국·소련·일본의 치열한 정보 전쟁이 진행 중이었으며 소련 붕괴 후 1991년 보리스 옐친 러시아 대통령이 당시 통신내용이 담긴 블랙박스를 전달했으나 사건의 진상은 명확히 밝혀지지 않았다.

### 사고 해석
- KAL 007편에 대한 명확한 수사 기록에서도 완벽하게 해결되지 않았다.
- KAL 007편이 항로를 몇 시간이나 이탈했음에도 기장, 부기장, 기관사 모두 왜 눈치채지 못했는지에 대한 의문이 아직 남아있다.
- 그렇게 KAL 007편은 소련 영공에 접어들게 되는데 소련에서는 전투기를 출격시켰는데 당시 전투기에 탄 조종사는 조명탄을 4발 발사했다고 주장했지만 KAL 007편의 블랙박스의 기록에는 조명탄을 발사했을 당시 007편이 고도 상승을 하고 있었다고 한다.
- 수사 기록에서도 조명탄 4발을 발사했을 때 모두 비행기가 상승한 것을 엄청난 우연이라고 발표했으며 이 때문에 KAL 007편은 조명탄을 발견하지 못했다는 것이다.

### 탑승자들과 승무원 생존설
몇몇 이론가들은 KAL 007편이 추락하지 않았음을 믿으며 단 하나의 엔진 손실이 747기를 공중에서 추락시킬 수 없다고 주장하고 있으며(보잉 747기는 4개의 엔진 중 하나의 엔진만 작동해도 비행이 가능하다.) 보고된 12분이라는 시간이 미사일 공격이 있은 후부터 바다로 충돌하기까지 의심스러울 정도로 길다고 주장한다.
KAL 007 생존자 구조 위원회장 버트 슐로스버그는 러시아 연방에서 발사 명령을 내린 군사 교신문에 따르면 KAL 007편이 소련의 ‘아납’ 미사일을 맞았음에도 5,000 미터를 하강하여 4분 이상 (18:31분 GMT에서 18:35 GMT) 동안 수평 비행을 유지하여 타타르 해협에 있는 유일한 땅인 모네론섬에 하강할 수 있었음을 보여준다고 주장한다. 
이는 조종사들이 충격을 입은 비행기를 잘 조종하여 착륙 또는 수중 불시착할 장소를 찾을 정도였다는 것을 시사하고 있고 더 나아가 군사 교신문은 미사일이 발사된 후 단 몇 분 만에 소련에 의해 헬리콥터, KGB 국경 감시정과 (모네론섬 근처에 있었던) 민간 어선 등을 보내어 영공/영해 구조를 시행할 것을 명령하는 문서가 있었음을 보여준다.
더군다나 비행기가 안전하게 수중 착륙했다는 설을 지원해주는 한 가지는 조종실 음성 녹음기(CVR) 테이프 녹음 내용을 주의 깊게 살펴보면 많은 사람이 해석하는 것과는 반대로 KAL 007편의 네 개 엔진 중 하나도 손상되지 않았음을 보여준다는 것이다. 
여기서 폭발 후 기장과 부기장이 했었던 대화를 들어보면 18시 26분 06초에 천병인 기장이 “무슨 일이야?” 하고 소리지르자 이에 손동휘 부기장이 “무슨 일입니까?” 하고 대답한다. 
그로부터 2분 후 천 기장은 “속력을 줄여!”라고 소리치자 손 부기장은 “엔진은 정상입니다, 기장님” 이라고 대답했는데 이는 오시포비치 소련의 미사일은 목표물을 빗나갔음을 의미하며 오후 6시 26분 45초 무렵 손 부기장은 다시 “엔진은 정상입니다, 기장님”이라고 보고한다.
다시 한번 여기서 미사일(레이다가 붙었던 미사일을 포함하여)이 목표물을 빗나갔음을 보여주고 있지만 엔진은 정상이더라도 유압계통에 맞아 컨트롤이 불가능한 상황이었고 조종실 내의 음성기록에서도 Flight Engineer가 C/B(회로차단)이 되었고 유압액이 거의 다 새어나갔다고 말하는걸 들을 수 있다.

## 논란
비무장 여객기에 대한 전투기의 요격은 유사한 사례가 없었던터라 이에 대한 국제 사회의 비난 여론이 계속되자 소련은 사건 발생 5일 만에 KAL기 격추를 인정했고 항로를 이탈해 소련 영공을 침범한 KAL기가 떠나지 않아 적기가 출현한 것으로 오인했다는 것이다. 
공식적으로 발표된 항로 이탈의 원인은 연료 절감을 위해 직선 거리로 비행했다는 것이나 이에 반하는 음모 이론들이 발표되었다.
미국과 소련이 당시 심각한 냉전 상태에 있었던 상황에서 미국은 보수적인 로널드 레이건 대통령이 새로 취임하였고 소련은 아프가니스탄 전쟁을 수행하고 있었으며 두 나라는 사할린 상공에서도 치열한 첩보전을 펼치고 있었기 때문에 KAL 007 사건은 많은 음모 이론을 만들어냈다.
《Rescue 007: The Untold Story of KAL 007 and Its Survivors》를 저술한 버트 슐로스버그에 따르면 당시 소련은 ICBM, 즉 대륙간 탄도 미사일을 시험 발사 하려고 준비하고 있었으며 미국은 이것에 대한 정보를 캐내려고 최선의 노력을 다하고 있었다고 한다. 
이때 KAL 007이 항로를 이탈하여 페트로파블롭스크캄차츠키에 있는 극동 함대 대륙간 탄도핵 잠수함 기지 위를 앵커리지에서 입력한 정보를 가지고 자동항법장치를 이용하여 날아갔다고 주장했는데 음모 이론 중의 또 하나는 KAL 007이 스파이 임무를 띠고 있었다는 것이다.
이러한 음모론은 챌린저 우주 왕복선과 위성이 KAL 007이 소련 영공을 지나가는 것을 모니터링하고 있었다는 설에 근거한 것이며 이 음모론을 보도한 타임지는 대한항공에 고소를 당해서 배상했으며 사과문을 게재해야했다.
논란은 계속되어 1994년 로버트 앨러다이스와 제임스 고린은 《Desired Track: The Tragic Flight of KAL Flight 007, supporting the spy mission theory》이라는 책을 출판한 뒤 2007년에는 잡지 에어웨이에 국제 민간 항공 기구의 조사에 이의를 제기하는 글을 다시 실었다.

## 사건의 영향

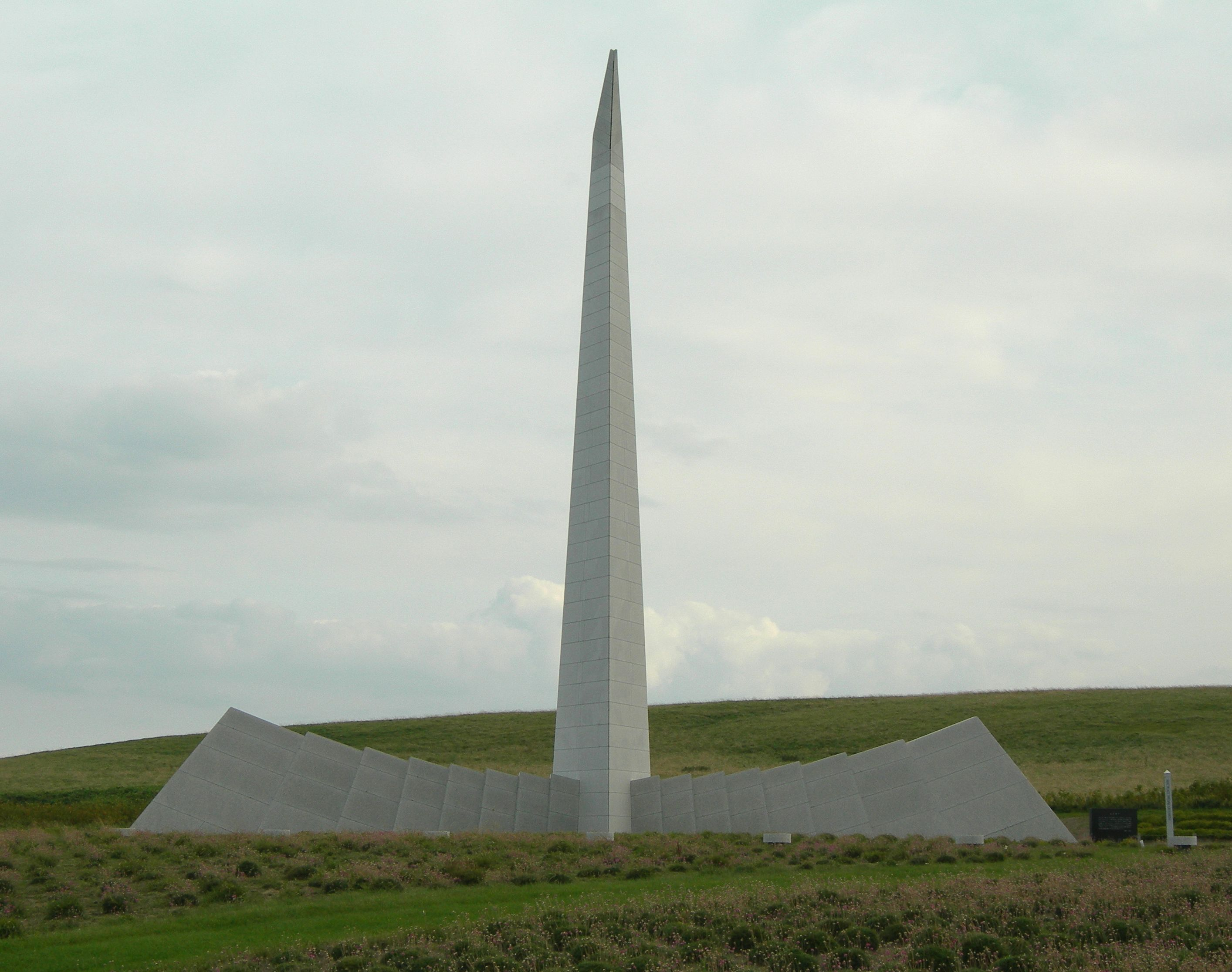
일본의 최북단인 왓카나이에 위치한 추모비

- 1983년 소련 영공에서 격추되어 269명의 사망자가 발생한 이 사건을 계기로 로널드 레이건 당시 미국 대통령은 GPS를 민간 부분에 개방할 것을 공표하였다.
- 이 사건으로 자본주의 진영과 공산 진영의 관계가 다시 악화되었다.
- ICAO는 민간 항공기를 요격하는 것은 최후의 수단으로 남겨두고 무기를 쓰지 말 것을 권고했으며 이듬해인 1984년에 국제 민간 항공 협정(Convention on International Civil Aviation)이 개정되어 영공을 침범하였다 하더라도 민간 항공기를 격추하지 못하도록 명시되었다.

## 참고 자료
- 슐로스버그, 버트. 《KAL 007, 풀리지 않은 의혹들》. 홍성사. ISBN 0-7388-5775-0.
- 대한뉴스 제1452호 (1983년 9월 3일). “대한뉴스 제 1452호-대한항공 여객기 피격 참사”.
- 대한뉴스 제1453호 (1983년 9월 9일). “대한뉴스 제 1453호-대한항공 여객기 피격 참사 특보”.

## 같이 보기
- 이란 항공 655편 격추 사건
- 대한항공 858편 폭파 사건
- 우크라이나 국제항공 752편 격추 사건
- 말레이시아 항공 17편 격추 사건